# Gediminidi

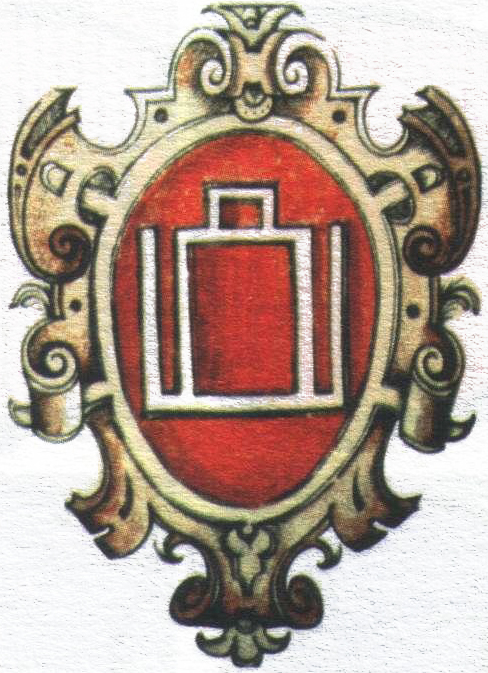
Stemma dei Gediminidi

I Gediminidi (in lituano Gediminaičiai; in samogitico: Gedėmėnātē; in polacco Giedyminowicze; in bielorusso Гедзімінавічы?, Hiedziminavičy; in ucraino Гедиміновичі?, Hedyminovyči) furono una dinastia di sovrani del Granducato di Lituania che regnò dal XIV secolo al XVI secolo. Un ramo di questa famiglia, gli Jagelloni, regnò anche nel Regno di Polonia, Regno d'Ungheria e Regno di Boemia.
Il titolo monarchico più adottato era, secondo la tradizione ricostruzione lituana, kunigų kunigas ("duca dei duchi") e, più tardi, didysis kunigas ("grande/alto duca") o, più brevemente, kunigaikštis. Nel XVIII secolo, quest'ultima andò inserita nella forma tautologica didysis kunigaikštis, che si può tradurre semplicemente con "Granduca".

## Origini della famiglia
Il primo membro conosciuto la cui esistenza è certa dei Gediminidi si ritiene fosse Butigeidis (in carica dal 1285 al 1291). Alla morte di quest'ultimo, subentrò suo fratello Butvydas.
Fu dal 1295 che cessò per il Granducato il periodo di instabilità innescato ben 30 anni prima alla morte di Mindaugas: da quell'anno e fino al 1316 regnò Vytenis e poi seguì Gediminas. Le origini di uno dei sovrani più influenti della Lituania sono sconosciute e sono oggetto di dibattito storiografico. Riassumendo in sintesi le varie teorie, Gediminas era il figlio del suo predecessore, il fratello, il cugino oppure il suo stalliere. Per svariati secoli circolarono solo due versioni delle sue origini. Una prima, riportata nelle cronache scritte molto tempo dopo la morte di Gediminas dai Cavalieri Teutonici, tradizionali avversari data della Lituania, afferma che il granduca fosse uno stalliere di Vytenis e, in seguito, lo avesse ucciso per sedersi sul trono. Una differente versione è contenuto nelle cronache lituane, apparsa anch'essa molto tempo dopo la morte di Gediminas, riporta che questo era il figlio di Vytenis. Poiché quando questi divenne granduca aveva quasi la stessa età del suo predecessore, è improbabile questo specifico rapporto parentale. I due documenti sono da ritenere dunque poco verosimili l'uno (le cronache tedesche) perché intento a mettere in risalto gli aspetti di una figura negativa, l'altro perché è una ricostruzione fantasiosa, non basata su alcuna prova concreta.
Ricerche recenti indicano che un ascendente di Gediminias avrebbe potuto essere Skalmantas. Nel 1974 lo storico Jerzy Ochmański notò che Zádonština, un testo poetico russo della fine del XIV secolo, contiene un verso in cui i due figli di Algirdas dicono dei loro antenati: "Siamo due fratelli - figli di Algirdas e nipoti di Gediminas, e pronipoti di Skalmantas". È così che è nato quel filone dottrinale che considera Skalmantas come il capostipite a lungo ricercato della dinastia gediminide. Ochmański ipotizzò che il poema saltasse la generazione rappresentata da Butvydas e si focalizzasse su quell'antenato a noi prima ignoto. Lo studioso lituano Tomas Baranauskas non è convinto di tale affermazione: secondo la sua ricostruzione, Skalmantas era il fratello di Butvydas piuttosto che suo padre, e, quindi, Vytenis e Gediminas erano cugini.

## Altri rami della famiglia

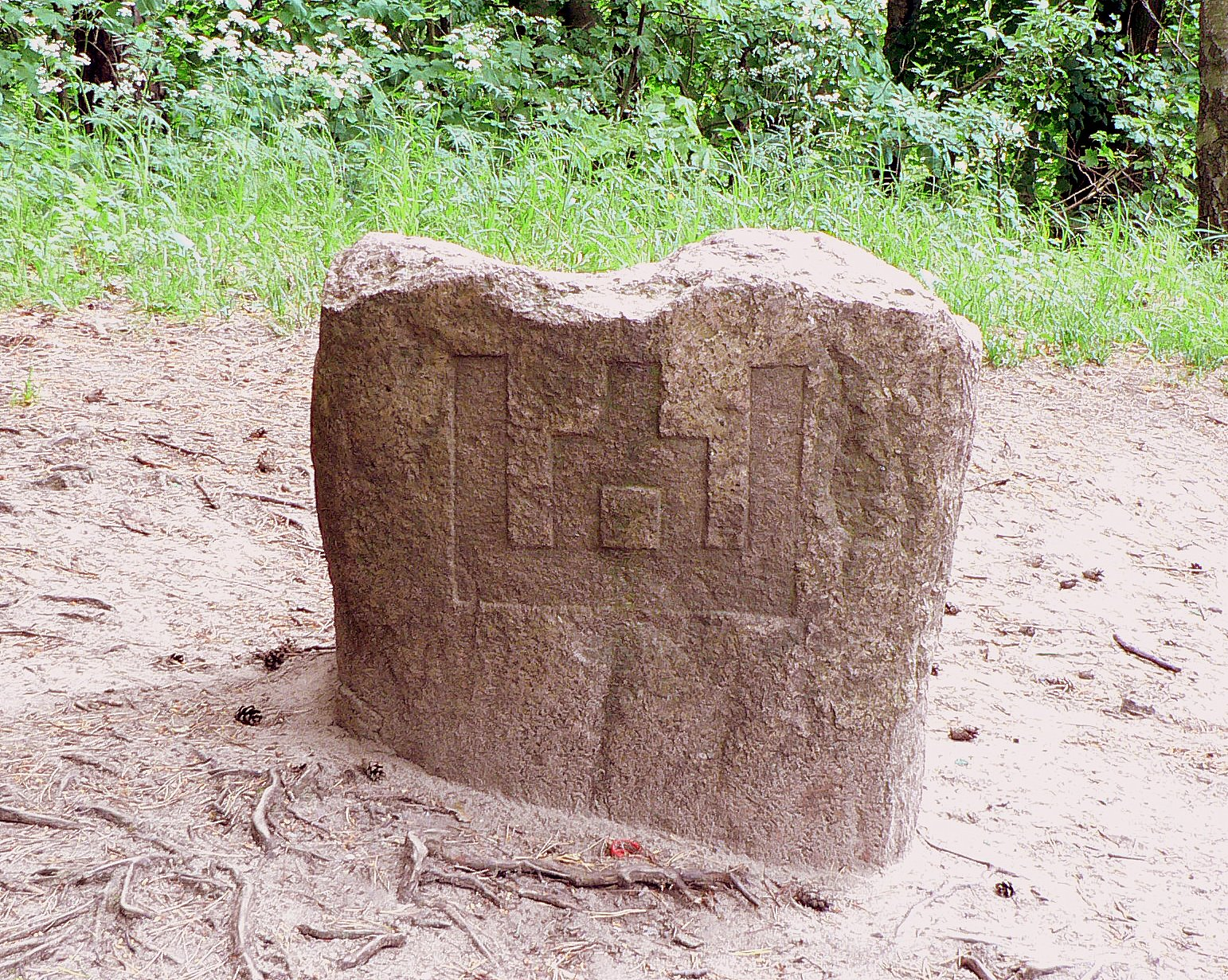
Scultura su pietra delle colonne di Gediminas sulla collina di Rambynas

I rami della famiglia convertitisi alla fede ortodossa erano principalmente ruteni, che era anche una delle due lingue più parlate nel Granducato, uno stato sempre più esteso dalla fine del XIII secolo: Gediminas riuscì ad unire le terre già possedute sul mar Baltico alle coste del mar Nero. Alcune di queste famiglie (ad esempio i Czartoryski) in seguito si convertirono al cattolicesimo e furono polonizzate. Altri (ad es. i Golicyn) si trasferirono in Moscovia e furono completamente russificate.
In Polonia, i principali rami della famiglia gediminide, ovvero gli Olelkovič, i Wiśniowiecki e gli Zbaraski, si sono estinti. Tra le fondamentali discendenze russe si segnalano i Bulgakov, i Golicyn, i Kurakin, i Chovanskij, i Trubeckoj, i Mstislavskij, i Belskij e i Volinskij.

## Sovranità e titoli
I membri della dinastia gediminide regnarono sul Granducato di Lituania in veste di granduchi. Quest'ultima figura agiva come primus inter pares tra i vari signori locali e nobili che governavano le terre lituane con un sistema di stampo feudale. I membri della famiglia regnante e della nobiltà ricevevano infatti dei feudi da amministrare ed erano indipendenti in relazione ad alcuni limitati ambiti, il più importante dei quali risultava la politica fiscale. I nobili collaboravano inoltre attivamente in questioni di stato, tramite ad esempio la negoziazione dei trattati. In qualunque modo si definissero i principi lituani minori, riconoscevano sempre la supremazia dell'ufficio granducale.
Tra i membri della casata un posto di prestigio era ricoperto dal duca di Trakai, che esercitava un potere equiparabile a quello del granduca pur essendogli formalmente sottoposto. La tradizione di questo doppio governo si consolidò tra i duchi lituani, consentendo loro di contenere la potenza dei cavalieri teutonici a ovest mentre perseguivano le loro campagne espansionistiche a est. Si sa in maniera più o meno certa che operarono in maniera congiunta in periodi diversi sovrani come Dausprungas e Mindaugas, Pukuveras e Butigeidis, Vytenis e Gediminas, Jaunutis e Kęstutis, Algirdas e Kęstutis, e Jogaila e Vitoldo. La natura giuridica e politica di questa forma di governo è difficile da definire con precisione: secondo lo storico Stephen Christopher Rowell, "riflette la convenienza politica; certamente non soddisfa la definizione formale di diarchia come «governo di due autorità indipendenti» [...], in quanto i due sovrani non rivestivano ruoli uguali: era il granduca di Vilnius ad essere il capo supremo".
I granduchi lituani gediminidi erano insigniti del titolo didysis kunigaikštis (da kunigaikštis, un termine che trova una certa affinità con la variante germanica könig, mentre didysis conferiva un tono ancor più nobile), traducibile come granduca o gran principe. Altri titoli utilizzati erano funzionali a indicare il loro status di sovrano supremo e di enfatizzare sia la supremazia sui governanti inferiori, sia l'indipendenza di qualsiasi sovrano superiore: furst, herczog, rex e dux, preceduti dagli aggettivi gross, obirster, supremus e magnus. Algirdas, il quale aveva sposato Uliana, figlia di Alessandro I, gran principe di Tver', fu il primo sovrano baltico ad auto-definirsi velikij knjaz', un equivalente russo del suo titolo lituano, con ogni probabilità teso a rimarcare il suo dominio nelle terre della Rus' sotto il suo controllo. In greco, Algirdas utilizzò persino il titolo imperiale basileus, sebbene gli scribi bizantini si rivolvessero a lui come reks o megas rex: si trattava di termini sovente riservati ai principi cattolici.

## Sovrani della dinastia gediminide noti
- Gediminas
- Jaunutis
- Algirdas
- Jogaila
- Kęstutis
- Vitoldo - Granduca dal 1392 al 1430
- Švitrigaila
- Sigismund Kęstutaitis
- Casimiro IV di Polonia
- Alessandro Jagellone
- Sigismondo I di Polonia
- Sigismondo II Augusto

## Tavola genealogica di sintesi
| Butegeidis Bujwid (? – 1292 circa) Granduca della Lituania, 1285 c. – 1292 c.                     |                                                                                                   |                                                                                                   |                                                                                                   |                                                                                                   |                                                                                                   |  |  |                                                               |                                                               |                                                               |                                                               |                                                               |                                                               |  |  |                                                         |                                                         |                                                         |                                                         |                                                         |                                                         |  |  |                                                                      |                                                                      |                                                                      |                                                                      |                                                                      |                                                                      |  |  |  |  |  |  |  |  |  |  |  |  |  |  |  |  |  |  |
|                                                                                                   |                                                                                                   |                                                                                                   |                                                                                                   |                                                                                                   |                                                                                                   |  |  |                                                               |                                                               |                                                               |                                                               |                                                               |                                                               |  |  |                                                         |                                                         |                                                         |                                                         |                                                         |                                                         |  |  |                                                                      |                                                                      |                                                                      |                                                                      |                                                                      |                                                                      |  |  |  |  |  |  |  |  |  |  |  |  |  |  |  |  |  |  |
| Butvydas Bujwid (? – c. 1296) Granduca della Lituania, 1292 c. - 1296 c.                          |                                                                                                   |                                                                                                   |                                                                                                   |                                                                                                   |                                                                                                   |  |  |                                                               |                                                               |                                                               |                                                               |                                                               |                                                               |  |  |                                                         |                                                         |                                                         |                                                         |                                                         |                                                         |  |  |                                                                      |                                                                      |                                                                      |                                                                      |                                                                      |                                                                      |  |  |  |  |  |  |  |  |  |  |  |  |  |  |  |  |  |  |
|                                                                                                   |                                                                                                   |                                                                                                   |                                                                                                   |                                                                                                   |                                                                                                   |  |  |                                                               |                                                               |                                                               |                                                               |                                                               |                                                               |  |  |                                                         |                                                         |                                                         |                                                         |                                                         |                                                         |  |  |                                                                      |                                                                      |                                                                      |                                                                      |                                                                      |                                                                      |  |  |  |  |  |  |  |  |  |  |  |  |  |  |  |  |  |  |
|                                                                                                   |                                                                                                   |                                                                                                   |                                                                                                   |                                                                                                   |                                                                                                   |  |  |                                                               |                                                               |                                                               |                                                               |                                                               |                                                               |  |  |                                                         |                                                         |                                                         |                                                         |                                                         |                                                         |  |  |                                                                      |                                                                      |                                                                      |                                                                      |                                                                      |                                                                      |  |  |  |  |  |  |  |  |  |  |  |  |  |  |  |  |  |  |
| Vytenis Bujwid (? – 1316) Granduca della Lituania, 1296–1316                                      | Vytenis Bujwid (? – 1316) Granduca della Lituania, 1296–1316                                      | Vytenis Bujwid (? – 1316) Granduca della Lituania, 1296–1316                                      | Vytenis Bujwid (? – 1316) Granduca della Lituania, 1296–1316                                      | Vytenis Bujwid (? – 1316) Granduca della Lituania, 1296–1316                                      | Vytenis Bujwid (? – 1316) Granduca della Lituania, 1296–1316                                      |  |  | Gediminas (1275–1341) Granduca della Lituania, 1316–1341      | Gediminas (1275–1341) Granduca della Lituania, 1316–1341      | Gediminas (1275–1341) Granduca della Lituania, 1316–1341      | Gediminas (1275–1341) Granduca della Lituania, 1316–1341      | Gediminas (1275–1341) Granduca della Lituania, 1316–1341      | Gediminas (1275–1341) Granduca della Lituania, 1316–1341      |  |  |                                                         |                                                         |                                                         |                                                         |                                                         |                                                         |  |  |                                                                      |                                                                      |                                                                      |                                                                      |                                                                      |                                                                      |  |  |  |  |  |  |  |  |  |  |  |  |  |  |  |  |  |  |
| Vytenis Bujwid (? – 1316) Granduca della Lituania, 1296–1316                                      | Vytenis Bujwid (? – 1316) Granduca della Lituania, 1296–1316                                      | Vytenis Bujwid (? – 1316) Granduca della Lituania, 1296–1316                                      | Vytenis Bujwid (? – 1316) Granduca della Lituania, 1296–1316                                      | Vytenis Bujwid (? – 1316) Granduca della Lituania, 1296–1316                                      | Vytenis Bujwid (? – 1316) Granduca della Lituania, 1296–1316                                      |  |  | Gediminas (1275–1341) Granduca della Lituania, 1316–1341      | Gediminas (1275–1341) Granduca della Lituania, 1316–1341      | Gediminas (1275–1341) Granduca della Lituania, 1316–1341      | Gediminas (1275–1341) Granduca della Lituania, 1316–1341      | Gediminas (1275–1341) Granduca della Lituania, 1316–1341      | Gediminas (1275–1341) Granduca della Lituania, 1316–1341      |  |  |                                                         |                                                         |                                                         |                                                         |                                                         |                                                         |  |  |                                                                      |                                                                      |                                                                      |                                                                      |                                                                      |                                                                      |  |  |  |  |  |  |  |  |  |  |  |  |  |  |  |  |  |  |
|                                                                                                   |                                                                                                   |                                                                                                   |                                                                                                   |                                                                                                   |                                                                                                   |  |  |                                                               |                                                               |                                                               |                                                               |                                                               |                                                               |  |  |                                                         |                                                         |                                                         |                                                         |                                                         |                                                         |  |  |                                                                      |                                                                      |                                                                      |                                                                      |                                                                      |                                                                      |  |  |  |  |  |  |  |  |  |  |  |  |  |  |  |  |  |  |
| Jaunutis (?) Granduca della Lituania, 1341–1345                                                   | Jaunutis (?) Granduca della Lituania, 1341–1345                                                   | Jaunutis (?) Granduca della Lituania, 1341–1345                                                   | Jaunutis (?) Granduca della Lituania, 1341–1345                                                   | Jaunutis (?) Granduca della Lituania, 1341–1345                                                   | Jaunutis (?) Granduca della Lituania, 1341–1345                                                   |  |  | Algirdas (c. 1296–1377) Granduca della Lituania, 1345–1377    | Algirdas (c. 1296–1377) Granduca della Lituania, 1345–1377    | Algirdas (c. 1296–1377) Granduca della Lituania, 1345–1377    | Algirdas (c. 1296–1377) Granduca della Lituania, 1345–1377    | Algirdas (c. 1296–1377) Granduca della Lituania, 1345–1377    | Algirdas (c. 1296–1377) Granduca della Lituania, 1345–1377    |  |  | Kęstutis (1297–1382)                                    | Kęstutis (1297–1382)                                    | Kęstutis (1297–1382)                                    | Kęstutis (1297–1382)                                    | Kęstutis (1297–1382)                                    | Kęstutis (1297–1382)                                    |  |  |                                                                      |                                                                      |                                                                      |                                                                      |                                                                      |                                                                      |  |  |  |  |  |  |  |  |  |  |  |  |  |  |  |  |  |  |
| Jaunutis (?) Granduca della Lituania, 1341–1345                                                   | Jaunutis (?) Granduca della Lituania, 1341–1345                                                   | Jaunutis (?) Granduca della Lituania, 1341–1345                                                   | Jaunutis (?) Granduca della Lituania, 1341–1345                                                   | Jaunutis (?) Granduca della Lituania, 1341–1345                                                   | Jaunutis (?) Granduca della Lituania, 1341–1345                                                   |  |  | Algirdas (c. 1296–1377) Granduca della Lituania, 1345–1377    | Algirdas (c. 1296–1377) Granduca della Lituania, 1345–1377    | Algirdas (c. 1296–1377) Granduca della Lituania, 1345–1377    | Algirdas (c. 1296–1377) Granduca della Lituania, 1345–1377    | Algirdas (c. 1296–1377) Granduca della Lituania, 1345–1377    | Algirdas (c. 1296–1377) Granduca della Lituania, 1345–1377    |  |  | Kęstutis (1297–1382)                                    | Kęstutis (1297–1382)                                    | Kęstutis (1297–1382)                                    | Kęstutis (1297–1382)                                    | Kęstutis (1297–1382)                                    | Kęstutis (1297–1382)                                    |  |  |                                                                      |                                                                      |                                                                      |                                                                      |                                                                      |                                                                      |  |  |  |  |  |  |  |  |  |  |  |  |  |  |  |  |  |  |
|                                                                                                   |                                                                                                   |                                                                                                   |                                                                                                   |                                                                                                   |                                                                                                   |  |  |                                                               |                                                               |                                                               |                                                               |                                                               |                                                               |  |  |                                                         |                                                         |                                                         |                                                         |                                                         |                                                         |  |  |                                                                      |                                                                      |                                                                      |                                                                      |                                                                      |                                                                      |  |  |  |  |  |  |  |  |  |  |  |  |  |  |  |  |  |  |
| Ladislao (Jogaila) (1351 c. -1434) Granduca della Lituania, 1377–1401 Re della Polonia, 1386–1434 | Ladislao (Jogaila) (1351 c. -1434) Granduca della Lituania, 1377–1401 Re della Polonia, 1386–1434 | Ladislao (Jogaila) (1351 c. -1434) Granduca della Lituania, 1377–1401 Re della Polonia, 1386–1434 | Ladislao (Jogaila) (1351 c. -1434) Granduca della Lituania, 1377–1401 Re della Polonia, 1386–1434 | Ladislao (Jogaila) (1351 c. -1434) Granduca della Lituania, 1377–1401 Re della Polonia, 1386–1434 | Ladislao (Jogaila) (1351 c. -1434) Granduca della Lituania, 1377–1401 Re della Polonia, 1386–1434 |  |  | Švitrigaila (c. 1370–1452) Granduca della Lituania, 1430–1432 | Švitrigaila (c. 1370–1452) Granduca della Lituania, 1430–1432 | Švitrigaila (c. 1370–1452) Granduca della Lituania, 1430–1432 | Švitrigaila (c. 1370–1452) Granduca della Lituania, 1430–1432 | Švitrigaila (c. 1370–1452) Granduca della Lituania, 1430–1432 | Švitrigaila (c. 1370–1452) Granduca della Lituania, 1430–1432 |  |  | Vytautas (1352–1430) Granduca della Lituania, 1401–1430 | Vytautas (1352–1430) Granduca della Lituania, 1401–1430 | Vytautas (1352–1430) Granduca della Lituania, 1401–1430 | Vytautas (1352–1430) Granduca della Lituania, 1401–1430 | Vytautas (1352–1430) Granduca della Lituania, 1401–1430 | Vytautas (1352–1430) Granduca della Lituania, 1401–1430 |  |  | Žygimantas Kęstutaitis (? – 1440) Granduca della Lituania, 1432–1440 | Žygimantas Kęstutaitis (? – 1440) Granduca della Lituania, 1432–1440 | Žygimantas Kęstutaitis (? – 1440) Granduca della Lituania, 1432–1440 | Žygimantas Kęstutaitis (? – 1440) Granduca della Lituania, 1432–1440 | Žygimantas Kęstutaitis (? – 1440) Granduca della Lituania, 1432–1440 | Žygimantas Kęstutaitis (? – 1440) Granduca della Lituania, 1432–1440 |  |  |  |  |  |  |  |  |  |  |  |  |  |  |  |  |  |  |
| Ladislao (Jogaila) (1351 c. -1434) Granduca della Lituania, 1377–1401 Re della Polonia, 1386–1434 | Ladislao (Jogaila) (1351 c. -1434) Granduca della Lituania, 1377–1401 Re della Polonia, 1386–1434 | Ladislao (Jogaila) (1351 c. -1434) Granduca della Lituania, 1377–1401 Re della Polonia, 1386–1434 | Ladislao (Jogaila) (1351 c. -1434) Granduca della Lituania, 1377–1401 Re della Polonia, 1386–1434 | Ladislao (Jogaila) (1351 c. -1434) Granduca della Lituania, 1377–1401 Re della Polonia, 1386–1434 | Ladislao (Jogaila) (1351 c. -1434) Granduca della Lituania, 1377–1401 Re della Polonia, 1386–1434 |  |  | Švitrigaila (c. 1370–1452) Granduca della Lituania, 1430–1432 | Švitrigaila (c. 1370–1452) Granduca della Lituania, 1430–1432 | Švitrigaila (c. 1370–1452) Granduca della Lituania, 1430–1432 | Švitrigaila (c. 1370–1452) Granduca della Lituania, 1430–1432 | Švitrigaila (c. 1370–1452) Granduca della Lituania, 1430–1432 | Švitrigaila (c. 1370–1452) Granduca della Lituania, 1430–1432 |  |  | Vytautas (1352–1430) Granduca della Lituania, 1401–1430 | Vytautas (1352–1430) Granduca della Lituania, 1401–1430 | Vytautas (1352–1430) Granduca della Lituania, 1401–1430 | Vytautas (1352–1430) Granduca della Lituania, 1401–1430 | Vytautas (1352–1430) Granduca della Lituania, 1401–1430 | Vytautas (1352–1430) Granduca della Lituania, 1401–1430 |  |  | Žygimantas Kęstutaitis (? – 1440) Granduca della Lituania, 1432–1440 | Žygimantas Kęstutaitis (? – 1440) Granduca della Lituania, 1432–1440 | Žygimantas Kęstutaitis (? – 1440) Granduca della Lituania, 1432–1440 | Žygimantas Kęstutaitis (? – 1440) Granduca della Lituania, 1432–1440 | Žygimantas Kęstutaitis (? – 1440) Granduca della Lituania, 1432–1440 | Žygimantas Kęstutaitis (? – 1440) Granduca della Lituania, 1432–1440 |  |  |  |  |  |  |  |  |  |  |  |  |  |  |  |  |  |  |
| Ramo degli Jagelloni (Jogailaičiai)                                                               |                                                                                                   |                                                                                                   |                                                                                                   |                                                                                                   |                                                                                                   |  |  |                                                               |                                                               |                                                               |                                                               |                                                               |                                                               |  |  |                                                         |                                                         |                                                         |                                                         |                                                         |                                                         |  |  |                                                                      |                                                                      |                                                                      |                                                                      |                                                                      |                                                                      |  |  |  |  |  |  |  |  |  |  |  |  |  |  |  |  |  |  |

### Annotazioni
1. ↑  Si deve tenere a mente la ricostruzione dello studioso polacco Jerzy Giedroyc, il quale definisce i duchi governanti come membri "di un sistema politico indipendente [...] con una fedeltà a un potere regnale superiore", mentre era principe "qualsiasi persona imparentata per sangue con un sovrano". A capo dell'intero organigramma vi è il granduca: Rowell (1994), p. 50.

### Fonti
1. ↑   Jagellonidi, origine della dinastia, su treccani.it. URL consultato il 13 giugno 2020.
2. ↑   Roberto Amati, Storia dell'integrazione europea in 2500 anni, LEO, 2019,  p. 305, ISBN 979-12-20-04885-9.
3. ↑   Mark Greengrass, La cristianità in frantumi: Europa 1517-1648, Gius.Laterza & Figli Spa, 2018,  p. 221, ISBN 978-88-58-14143-4.
4. ↑   Claudio Carpini, Vytautas e Jogaila. I destini incrociati di due cavalieri in un mondo in cambiamento, in Marina Montesano (a cura di), «Come l'orco della fiaba». Studi per Franco Cardini, Firenze, SISMEL Edizioni del Galluzzo, 2010,  pp. 73-83, in particolare p. 73, ISBN 978-88-8450-375-6.
5. ↑   Luca Stefano Cristini, Battaglia di Tannenberg: 1410, Soldiershop Publishing, 2016,  p. 26, ISBN 978-88-93-27027-4.
6. ↑   Lituania: un impero perduto nel cuore d'Europa, su wordpress.com. URL consultato il 13 giugno 2020.
7. ↑  Rowell (1994), p. 1.
8. ↑  (LT) Butigeidis, su vle.lt. URL consultato il 31 maggio 2020.
9. ↑  (LT) Butvydas, su vle.lt. URL consultato il 31 maggio 2020.
10. ↑  (EN) Lars Ulwencreutz, The Royal Families in Europe V, Lulu.com, 2013,  p. 182, ISBN 978-13-04-58135-8.
11. 1 2  (LT) Tomas Baranauskas, Gedimino kilmė, in Voruta, vol. 278, n. 44, 23 novembre 1996,  p. 6. URL consultato il 10 giugno 2020 (archiviato dall'url originale il 6 ottobre 2007).
12. ↑  (EN) Zigmantas Kiaupa, The history of the Baltic countries, 3ª ed., Avita, 2002,  p. 44, ISBN 978-99-85-20605-8.
13. ↑  (EN) Robert I. Frost, The Oxford History of Poland-Lithuania, vol. 1, Oxford University Press, 2018,  p. 24, ISBN 978-01-92-56814-4.
14. ↑  I legami con la Russia furono tessuti pian piano nel tempo: (EN) David Christian, A History of Russia, Central Asia and Mongolia, vol. 2, John Wiley & Sons, 2018,  p. 168, ISBN 978-11-19-44674-3.
15. ↑  (EN) Harry E. Dembkowski, The Union of Lublin, Polish Federalism in the Golden Age, East European Monographs, 1982,  p. 90, ISBN 978-08-80-33009-1.
16. ↑   James Louis Garvin, Franklin Henry Hooper e Warren E. Cox, The Encyclopedia Britannica, vol. 16, 14ª ed., Encyclopedia Britannica, 1929,  p. 215.
17. 1 2 3 4  Rowell (1994), pp. 65-69.
18. ↑  Rowell (1994), p. 66.